# Antoine-Elisée Cherbuliez
Antoine-Elisée Adolph Cherbuliez (ur. 29 lipca 1797 w Genewie, zm. 7 marca 1869 w Zurychu) – szwajcarski ekonomista i liberalny filozof polityczny.

## Życiorys
„Moja misją jest wywieranie wpływu na świat” napisał w 1844 roku. O ile jego prace ekonomiczne znalazły pewien oddźwięk, o tyle jego myśl polityczna nie zyskała popularności i uległa zapomnieniu. W przeciwieństwie do swoich rodaków Constanta i Sismondiego, Cherbuliez nie cieszył się zainteresowaniem współczesnych historyków. Jego pisarstwo polityczne rozłożyło się pomiędzy różne pomniejsze publikacje. Dodatkowo gdy publikował swoje dzieła polityczne był już odchodzącym na emeryturę naukowcem, nieco odizolowanym od głównego nurtu.
Uznanie przyniosły mu jednak członkostwo w Académie des sciences morales et politiques w Institut de France. Ponadto Karol Marks napisał rozdział o jego miejscu w historii doktryn ekonomicznych w dziele pt. „Teorie wartości dodatkowej”.
Urodzony w rodzinie mieszczańskiej (ojciec pochodził z Vaud, matka z Francji), studiował w Collège de Genève, następnie w École Polytechnique w Paryżu i na wydziale teologicznym Uniwersytetu w Genewie. W 1819 wyjechał do Niemiec, próbując bezskutecznie żyć z pisania poezji i powieści. Następnie podjął pracę korepetytorską w Sankt Petersburgu, po czym wrócił w 1823 do Genewy i złożył pracę doktorską na wydziale prawa pt. „Dissertation sur les causes du droit positif” („Dysertacja o przyczynach prawa pozytywnego”). 
Rozpoczęła się jego kariera zawodowa. Założył pismo l'Utilitaire promujące filozofię utylitaryzmu (1829). W 1831 został sędzią sądu cywilnego, a w 1835 został nominowany na profesora prawa publicznego i ekonomii politycznej w Genewie (zastąpił Pellegrino Rossi). Dwie książki, które zyskały sławę w tym czasie to "Théorie des garanties constitutionnelles" (1838) oraz "Riche ou pauvre" (1840).
Reagując na rewolucję genewską, która wybuchła 1841 zwrócił się do konserwatywnych poglądów. Wybrany do Zgromadzenia Konstytucyjnego w 1842 był wrogo nastawiony do reform demokratycznych, a jego poglądy zostały wyrażone w książce "De la démocratie en Suisse".
W 1848 opuścił politykę i uniwersytet oraz udał się na emigrację do Paryża, licząc na wsparcie François Guizot. Jego plany pokrzyżowała Rewolucja lutowa 1848, której brutalność wywołała u niego szok. Pracował w tym czasie jako publicysta, pisząc m.in. "Le socialisme c'est la barbarie" oraz a "Lettre à Proudhon" dla Journal des Économistes (grudzień 1848). 
Dzięki wstawiennictwu Horacego Saya oraz Leona Saya, Cherbuliez otrzymał francuskie obywatelstwo 18 grudnia 1850, ale bez perspektyw na poprawę swojej sytuacji materialnej, postanowił po pięciu latach wrócić do Szwajcarii. Od 1851 wykładał ekonomię polityczną w Lozannie, a od 1855 na prośbę rządu federalnego podjął pracę profesora ekonomii na Politechnice Federalnej w Zurychu. Poświęcił się pracy na tej uczelni do śmierci w 1869 r.
Po powrocie do ojczyzny napisał serię książek i artykułów o tematyce ekonomicznej i społecznej, wśród nich "Étude sur les causes de la misère, tant morale que physique et sur les moyens d'y porter remède" (1853). Zawierały one jego teorię wartości, która cieszyła się wówczas popularnością.